# Tandjilé
Tandjilé (em francês: Tandjilé; em árabe:  تانجلي; Tānjalī) é uma das 23 províncias do Chade, sendo Laï a sua capital.

## Demografia
O recenseamento do Chade de 2009 indicou uma população de 661 906 habitantes para Tandjilé. Sua cidade mais populosa é Kélo, com 57 859 habitantes, sendo também a quinta maior do país. Laï, a capital da província, possuía 18 945 habitantes, sendo a segunda mais populosa de Tandjilé.
Os principais grupos etnolinguísticos são os povos besmes, gabris, gundos, kabalais, kims, kimrés, kwangs, leles, mangos, marbas, mesmes, mires, nangtchérés, ndams e saras (principalmente ngambays, somrais, tobangas e tumaks).

## Subdivisões
A província de Tandjilé é dividida em três departamentos:
| Departamentos   | Capital | Subprefeituras                                              |
| --------------- | ------- | ----------------------------------------------------------- |
| Tandjilé Est    | Laï     | Laï, Deressia, Dono Manga, Guidari, N'Dam                   |
| Tandjilé Ouest  | Kélo    | Kélo, Baktchoro, Béré, Bologo, Dafra, Delbian, Dogou, Kolon |
| Tandjilé Centre | Béré    | Béré, Delbian, Tchoua                                       |